# هربرت موريس
هربرت موريس (بالإنجليزية: Herbert Morris)‏ هو مجدف أمريكي، ولد في 16 يوليو 1915 في سياتل في الولايات المتحدة، وتوفي في 22 يوليو 2009 في مابل فالي في الولايات المتحدة.

## وصلات خارجية
- هربرت موريس على موقع الاتحاد الدولي للتجديف (الإنجليزية)
- هربرت موريس على موقع اللجنة الأولمبية الدولية (الإنجليزية)
- هربرت موريس على موقع أوليمبيديا (الإنجليزية)